# 阿拉馬納
阿拉馬納（英語：Alamana）是美國佛羅里達州福祿喜雅縣一個非建制地區，海拔高度只有10米（33英尺）。當地於1910年建立，並以其中一位定居者J·A·阿拉曼（J.A. Alaman）命名。